# Club 29 de Setiembre
El 29 de Setiembre F.B.C. es un club de fútbol paraguayo con sede en el Barrio Molino de la ciudad de Luque, milita en la Tercera División. Ejerce de local en su propia cancha ubicada en el Barrio Molino, el Estadio Salustiano Zaracho, que cuenta con una capacidad para 2500 espectadores.

## Historia

### Club regional de Luque
Fue fundado 30 de abril de 1942. Su nombre sería una alusión a la fecha de finalización de la batalla de Boquerón (en 1932), considerada como una de las más importantes victorias paraguayas de la Guerra del Chaco; aunque también podría deberse a la fiesta de San Miguel Arcángel (pero esta tesis es mucho menos probable).
Inicialmente el equipo competía en la regional Liga Luqueña de Fútbol, pero luego de haberse coronado en tres ocasiones como campeón de (1975, 1978, 1980), sus dirigentes decidieron solicitar su ingreso a la última división del fútbol paraguayo.

### En los torneos de la APF
Desde 1982 fue un equipo más de la Tercera División de la Asociación Paraguaya de Fútbol, en ese entonces denominada Segunda de Ascenso.
En el año 1997, con la reestructuración de las divisiones de la Asociación Paraguaya de Fútbol, la Segunda de Ascenso pasó de ser la tercera división para convertirse en la cuarta nueva categoría del fútbol paraguayo, por lo que el club se encontró más lejos de las principales divisiones, sin haber descendido.
El "29" militó por varios años en la última categoría del fútbol paraguayo (según fuentes de la RSSSF, desde el 2000 o antes), hasta que en el 2004, obtuvo el derecho de ascender a la Tercera División al haber ganado uno de los dos grupos de semifinales. Sin embargo, la final de la Primera División C contra el Club 3 de Noviembre, la empató en tiempo normal y perdió en penales, por lo que obtuvo el subcampeonato de dicha categoría.
En la temporada 2010, en su sexta participación en la Primera División B, alcanzó a ocupar el 3° puesto, logrando hasta ese momento su mejor participación.
En la temporada 2011 de la Primera División B se coronó campeón y con ello el derecho de ascender a la División Intermedia.
En la temporada 2012 compitió en el campeonato de la División Intermedia (Segunda División), pero al terminar último en la tabla del torneo y en la tabla de promedios descendió de nuevo a la Primera División B (Tercera División).
Desde la temporada 2013 se mantiene en la Primera B (Tercera División).

## Uniforme
- Uniforme titular: Camiseta con rayas horizontales rojas y amarillas, pantaloncito rojo y medias amarillas.

## Estadio
Está ubicado en la ciudad de Luque, en el Departamento Central y tiene una capacidad para 2500 espectadores.

## Datos del club
- Actualizado al 26 de febrero de 2017
- Temporadas en Segunda División: 1 (2012)
- Temporadas en Tercera División: 13 o + (2005-2011, 2013-2018, 2019).
- Temporadas en Cuarta División: 8 (1997-2004)
- Mejor puesto en 3ª:  1° (2011).
- Campeonatos: 1
- Dirección: 29 de Setiembre c/ Guyra Campana, barrio Molino, Luque.
- Teléfono: 00595 - 21 - 694358
- Fax:
- E-mail:
- Personería jurídica:

## Palmarés

### Torneos nacionales
- Tercera División (1): 2011.
- Cuarta División (0):
  - Subcampeón (1): 2004.

### Torneos regionales
- Liga Luqueña de Fútbol (3): 1975, 1978, 1980.